# Sarayköy 1926 FK
Sarayköy 1926 Futbol Kulübü (früher Denizli Belediyespor und Denizli Büyükşehir Belediyespor) ist ein türkischer Sportverein aus der Stadt Denizli. Der Fußballverein spielt seit dem Abstieg aus der TFF 3. Lig in der Bölgesel Amatör Lig. Die Spiele werden im Doğan Seyfi Atlı Stadı im Stadtviertel Bahçelievler ausgetragen, in dem etwa 2.000 Zuschauer Platz finden.

## Geschichte
Der 1981 gegründete Verein pflegt gute Beziehungen zu Denizlispor, wodurch beide Vereine sich gegenseitig Spieler zu günstigen Konditionen abgeben. Neben der bekanntesten Sparte Fußball betreibt der Verein auch weitere Abteilungen wie Volleyball und Ringen.

### Erste Teilnahme am Profifußball
In der Saison 1994/95 stieg Denizli Belediyespor zum ersten Mal in die professionelle TFF 3. Lig (vierte Leistungsstufe) auf, musste aber bereits nach einer Saison wieder in die Amateurliga absteigen. Der Verein schaffte in der Saison 2001/02 den erneuten Aufstieg in die TFF 3. Lig und qualifizierte sich in der Saison 2007/08 erstmals für die TFF 2. Lig.

### Neuzeit und Namensänderung
Nach einer zwischenzeitlichen Relegation gelang dem Klub im Sommer 2011 der Wiederaufstieg in die TFF 2. Lig., musste aber nach nur zweijähriger Zugehörigkeit zur TFF 2. Lig wieder in die TFF 3. Lig absteigen.
Nachdem die Provinz Denizli 2013 den Status einer Büyükşehir Belediyesi (dt.: "Großstadtverwaltung") erhalten hatte, änderte der Verein vor der Saison 2013/14 seinen bisherigen Namen von Denizli Belediyespor (dt.: Sportverein der Stadtverwaltung Denizli) in Denizli Büyükşehir Belediyespor (dt.: Sportverein der Großstadtverwaltung Denizli). Nach der Namensänderung führte der Klub das Akronym Denizli BB bzw. Denizli BBSK.
In der Saison 2014/15 belegte der Verein am Ende der Spielzeit in der Gruppe 2 den vierten Tabellenplatz und durfte damit an den Playoff-Aufstiegsspielen (Relegation) zur TFF 2. Lig teilnehmen. In der ersten Runde bzw. im Halbfinale traf man auf den Drittplatzierten Yeni Diyarbakırspor. Das Hinspiel in Denizli endete 0:0. Im Rückspiel führte Yeni Diyarbakırspor bis zur 94. Spielminute mit 1:0, als der leitende Schiedsrichter Hüseyin Sabancı Denizli Büyükşehir Belediyespor einen Strafstoß zusprach. Nachdem Rıdvan Aykan den Elfmeter verwandelt hatte, stürmten mehrere Zuschauer des Heimvereins das Spielfeld und griffen den Schiedsrichter Hüseyin Sabancı und gegnerische Spieler an. Das Spiel musste deshalb beim Stand von 1:1, was ein Weiterkommen von Denizli Büyükşehir Belediyespor zur Folge gehabt hätte, abgebrochen werden. Das Disziplinarkomitee des türkischen Fußballverbandes wertete die Partie entsprechend seinem Regelwerk als 0:3-Niederlage von Yeni Diyarbakırspor.
Im Finale traf Denizli BB auf Sivas 4 Eylül Belediyespor, das im Halbfinale Gölcükspor bezwungen hatte. Das Spiel, welches in Sakarya im Sakarya Atatürk Stadı stattfand, wurde mit 0:1 verloren. Der Aufstieg in die TFF 2. Lig wurde somit knapp verpasst.
In der Saison 2016/17 verfehlte der Verein den Klassenerhalt in der TFF 3. Lig und stieg nach 15 Jahren im Profifußball in die Amateurliga ab. Nach dem Abstieg wurde ein neuer Vorstand gewählt sowie der Verein in Sarayköy 1926 Futbol Kulübü umbenannt.

## Ligazugehörigkeit
- 3. Liga: 1994–1995, 2008–2010, 2011–2013
- 4. Liga: 2002–2008, 2010–2011, 2013–2017
- Amateurliga: 1981–1994, 1995–2002, seit 2017

## Ehemalige Trainer (Auswahl)
- Rıza Tuyuran (Januar 2007 – März 2007)